# Justizamt Bernburg
Das Justizamt Bernburg war bis 1847 eine Gerichts- und Verwaltungseinheit im Herzogtum Anhalt-Bernburg mit Sitz in Bernburg.

## Geschichte
Das Justizamt entsprach im Umfang dem bisherigen Amt Bernburg. Ab 1810 wurden die landesherrlichen Verwaltungs- und Gerichtseinheiten in Anhalt-Bernburg einheitlich Justizamt genannt. Es umfasste die Stadt Bernburg, drei Pfarrdörfer, zwei Kirchdörfer und vier Dörfer ohne Kirche mit 8721 Einwohnern (1830). Die Dörfer waren Waldau, Altenburg, Dröbel, Groß-Poley, Klein-Poley, Baalberge, Roschwitz mit Vorwerk Zepzig, Klein Wirschleben, Ober-Peißen mit Vorwerk Gnetsch. Das Justizamt war sowohl Gericht erster Instanz als auch Verwaltungsbehörde. Als Appellationsgericht diente die herzogliche Regierung in Bernburg.

## Neuorganisation 1847
Im Jahr 1847 wurde das Stadt- und Landgericht Bernburg als "Untergericht mit kollegialischer Verfassung" und erweiterten Befugnissen gebildet. Es übernahm die Aufgaben die Justizämter Bernburg, Plötzkau und Mühlingen sowie des Stadtgerichts Bernburg.